# Proteles amplidentus
Proteles amplidentus — вимерлий вид гієн, який жив у пліо-плейстоцені в Південній Африці, де в Сварткрансі були знайдені скам'янілості, датовані 1.5 мільйона років тому.
Proteles amplidentus здебільшого був схожий на сучасного Proteles cristata, але мав менш редуковані щокові зуби